# Code Mercury
Pour plus de détails, voir Fiche technique et Distribution.
Code Mercury ou Mercure à la hausse au Québec (Mercury Rising) est un film américain réalisé par Harold Becker, sorti en 1998.

## Synopsis
Art Jeffries, agent du FBI est relégué à des tâches subalternes à la suite d'une altercation avec un supérieur dont le manque de professionnalisme a provoqué un carnage lors d'une prise d'otages.
Un jour, on fait cependant appel à lui pour protéger Simon, un autiste de 9 ans dont les parents ont été assassinés après le déchiffrage par l'enfant d'un nouveau code secret de la NSA réputé inviolable : le code « Mercury ».
L’aptitude exceptionnelle de Simon rend ce nouveau code trop vulnérable, surtout si des services secrets ennemis capturaient l'enfant pour utiliser son savoir. Le responsable du projet, Nick Kudrow, ordonne donc l’élimination immédiate de Simon, sous couvert de menace pour la sécurité nationale. C’est compter sans Jeffries. 
Pourchassé par des tueurs à gages, Jeffries se rend compte rapidement qu’il ne peut faire confiance à personne et surtout pas à la police. Heureusement, il a gardé quelques relations utiles et la rencontre d'une jeune femme va l'aider à faire face aux tueurs impitoyables lancés par Kudrow à ses trousses, à déjouer le complot et à révéler la vérité au grand jour.

## Fiche technique
- Titre original : Mercury Rising
- Titre français : Code Mercury
- Titre québécois : Mercure à la hausse
- Réalisation : Harold Becker
- Scénario :  Lawrence Konner (en), Mark Rosenthal (en), adapté du roman Simple Simon de Ryne Douglas Pearson paru en 1996
- Décors : Patrizia von Brandenstein
- Costumes : Betsy Heimann
- Photographie : Michael Seresin
- Montage : Peter Honess
- Musique : John Barry et Carter Burwell (non crédité)
- Production : Brian Grazer & Karen Kahela
- Société de production : Universal Pictures, Imagine Films Entertainment
- Société de distribution : Universal Pictures
- Budget : 60 millions de dollars
- Pays d’origine :  États-Unis
- Langue : anglais
- Format : Couleurs - 2.35:1 - son Dolby - 35 mm
- Genre : policier
- Durée : 110 minutes
- Dates de sortie :
  - États-Unis : 3 avril 1998
  - Belgique : 29 avril 1998
  - France : 6 mai 1998
- Classification : 
  - États-Unis : R (Restricted)
  - France : tous publics avec avertissement[1]

## Distribution
- Bruce Willis (VF : Patrick Poivey) : agent spécial du FBI Arthur "Art" Jeffries
- Miko Hughes : Simon Lynch
- Alec Baldwin (VF : Patrice Baudrier) : lieutenant-colonel Nick Kudrow, NSA
- Chi McBride (VF : Mouss Diouf) : agent Tommy B. Jordan
- John Carroll Lynch (VF : Denis Boileau) : Martin Lynch
- John Doman : Superviseur Hartley
- Peter Stormare : Shayes
- Kim Dickens (VF : Vanina Pradier) : Stacey Siebring
- Robert Stanton (VF : Nicolas Marié) : Dean Crandell
- Camryn Manheim  (VF : Anne Deleuze)  : le docteur London
- Bodhi Pine Elfman  (VF : Jérôme Rebbot)  : Leo Pedranski
- Carrie Preston : Emily Lang
- Lindsey Lee Ginter (en) : Peter Burrell
- Kevin Conway (VF : Georges Claisse) : Lomax
- Kelley Hazen : Jenny Lynch
- Richard Riehle (VF : Jean-Claude Sachot) : Edgar Halstrom
- Chad Lindberg : James
- Hank Harris : Isaac
- James MacDonald : Francis, chef du SWAT
- Jack Conley  (VF : Jean Barney)  : l'inspecteur Nichols
- Maricela Ochoa : Charlayn
- Ashley Knutson : Samantha
- Matt Levert : Tommy Jordan Jr.
- Lisa Summerour : Dana Jordan
- Margaret Travolta : l'infirmière parlant de l'autisme

## Sortie et accueil
Le film est mal reçu par la critique à sa sortie en salles, obtenant un taux d'approbation de 21 % sur le site Rotten Tomatoes, sur la base de 57 critiques collectées et une note de 4,4⁄10, tout en notant dans son consensus qu'il « met l'action à fond, mais ne parvient jamais à trouver une impulsion dramatique pour garder les téléspectateurs – ou Bruce Willis – engagés dans son histoire larmoyant ». Sur le site Metacritic, le long-métrage obtient un score moyen de 37⁄100, basé sur 25 critiques collectées et une mention « avis généralement négatifs ».
Il est également un échec commercial, rapportant que près de 32 983 332 $ de recettes aux États-Unis. Lors de son démarrage américain pour son premier week-end à l'affiche où il est diffusé dans 2 386 salles, Code Mercury s'est contenté d'une troisième place avec plus de 10 100 000 $ engrangées au box-office américain, dominé par Perdus dans l'espace, sorti le même jour et qui sera également un flop,. Malgré une augmentation de 13 salles le week-end suivant, le film connaît une forte chute avec 5 500 000 $ de recettes, soit une baisse de 46 % par rapport à son démarrage, pour un total approchant les 19 000 000 $ depuis sa sortie. Le bouche-à-oreille défavorable et le démarrage en deçà des attentes ont conduit à l'échec au box-office du film. Pour Universal Pictures, qui a produit Code Mercury, il s'agit du deuxième flop d'envergure après Primary Colors, sorti deux semaines plus tôt, entraînant la démission forcée de quatre dirigeants du studio.
Toutefois, il s'est relativement bien comporté au box-office international avec 60 172 000 $, portant le total à 93 155 332 $ dans le monde. Ce résultat en demi-teinte ne permet pas à Universal de faire des profits, qui obtiendrait qu'environ 51,2 millions de dollars une fois que les cinémas prendraient leur pourcentage du brut, ce qui laisserait une partie des dépenses mondiales P&A dans le rouge et le budget intact par les recettes des salles.
En France, Code Mercury occupe la cinquième place du box-office durant deux semaines consécutives dès sa sortie avec un cumul de 339 099 entrées, dont un démarrage à 238 948 entrées. Son exploitation en salles se finit avec 491 840 entrées.

## Distinctions
- Razzie Awards 1999 du pire acteur pour Bruce Willis
- Young Artist Awards 1999 du meilleur jeune acteur dans un rôle principal pour Miko Hughes